# Margaret Haig Thomas, 2:a viscountessa Rhondda
Margaret Haig Thomas, 2:a viscountessa Rhondda, född 12 juni 1883, död 20 juli 1958, var en brittisk (walesisk) feminist. Hon var engagerad i kampen för rösträtten och är känd som grundaren av Six Point Group 1921. Hon verkade också för att kvinnor skulle få bli medlemmar av det brittiska överhuset, något som dock skedde först 1958.